# 167 (số)
167 (một trăm sáu mươi bảy) là một số tự nhiên ngay sau 166 và ngay trước 168.
167
Phân tích nhân tửsố nguyên tố
Chia hết cho1, 167
Hệ nhị phân10100111
Hệ tam phân20012
Hệ tứ phân2213
Hệ ngũ phân1132
Hệ lục phân435
Hệ thất phân326
Hệ bát phân247
Hệ cửu phân205
Hệ thập nhị phân11B
Hệ thập lục phânA7
Hệ nhị thập phân87
Hệ cơ số 364N